# The Walking Dead (temporada 8)
La vuitena temporada de The Walking Dead, una sèrie nordmaericana postapocalíptica de terror de la AMC, estrenada el 22 d'octubre de 2017, consta de 16 episodis. Desenvolupada per a televisió a mans de Frank Darabont, és basada en la sèrie de còmics de Robert Kirkman, Tony Moore i Charlie Adlard. Els productors executius són Kirkman, David Alpert, Scott M. Gimple, Greg Nicotero, Tom Luse i Gale Anne Hurd, amb Gimple com a showrunner per la cinquena temporada consecutiva. Aquesta vuitena temporada ha rebut majoritàriament bones crítiques. Aquesta temporada adapta la història de All Out War, procedent dels còmics, amb els supervivents de la zona segura l'Alexandria, la Colònia Hilltop i el Regne d'en Negan (Jeffrey Dean Morgan) i el Salvadors.

## Episodis
| # | Núm. | Títol original                  | Dirigit per           | Escrit per                                          | Data d'estrena als Estats Units |
| --- | ---- | ------------------------------- | --------------------- | --------------------------------------------------- | ------------------------------- |
| 100 | 1    | «Mercy»                         | Greg Nicotero         | Scott M. Gimple                                     | 22 d'octubre de 2017            |
| Els residents d'Alexandria, Hilltop i el Regne preparen un atac al santuari per matar Negan. Daryl es posa en contacte secret amb Dwight per informar-lo dels seus plans, mentre que Carl, buscant combustible, es troba amb un jove supervivent que Rick és, però, expulsat abans que pugui esbrinar qui és. Daryl i Morgan treuen els miradors dels Salvador amb la llista proporcionada per Dwight, i juntament amb Carol i Tara atrauen un ramat de caminants al Santuari amb una explosió. Els salvadors se n’adonen i envien una patrulla per fer-hi front; En sortir, els residents d’Alexandria, Hilltop i Kingdom eliminen els guàrdies exteriors i arriben davant del santuari, atraient Negan i sortint amb els seus lloctinents: Simon, Gavin, Dwight, Regina i Eugene. Rick posa un ultimàtum que els ofereix salvar la vida si es rendeixen, ja que només ha de morir Negan. Aquest últim amb la seva sang freda habitual crida a Gregory, que ordena als habitants de Hilltop que es retirin, però ningú l'humora i Jesus li respon que ara segueixen Maggie. Mentrestant, la sortida de la patrulla Salvatori acaba a la trampa explosiva que se’ls ha establert, de manera que els caminants són lliures de continuar la seva marxa atrets per Daryl. Al santuari comença el tiroteig i Rick fa detonar un campista a la porta d’entrada. Quan els caminants aboquen al Santuari, Rick i els altres es retiren, deixant-los envair la fortalesa. L'exxerif no aconsegueix matar Negan durant un temps quan el pare Gabriel li recorda que han de marxar immediatament. Aquest últim està a punt de fugir quan s’adona que Gregory demana ajuda: intenta rescatar-lo, però li acaba robant el cotxe i es queda enrere. Mentrestant, Carl torna a on va conèixer el supervivent deixant-li una mica de menjar, sense saber que el supervivent el mira. Mentrestant, Rick i els altres, dividits en grups, ataquen les avançades dels Salvador. Mentrestant, Gabriel es refugia en un contenidor per escapar del vagabund, trobant a Negan a dins. |      |                                 |                       |                                                     |                                 |
| 101 | 2    | «The Damned»                    | Rosemary Rodriguez    | Matthew Negrete i Channing Powell                   | 29 d'octubre de 2017            |
| L'atac a les avançades dels Salvadors continua: un grup dirigit per Aaron ataca frontalment, matant prou Salvadors per convertir-los en caminants i tenir cura de la resta. No obstant això, durant l'atac Tobin és ferit a l'espatlla i Eric a l'abdomen. Mentrestant, un grup dirigit per Morgan, Tara i Jesus penetra en silenci a l'estació de ràdio que ja havien estat atacats en el passat pels habitants d’Alexandria, iniciant un tiroteig. Tara i Jesús troben un Salvador que es rendeix, de manera que els dos discuteixen què fer amb ell. Tot i que el Salvador intenta matar Jesús, Jesús insisteix a no matar-lo i només el deixa atordit. Mentrestant, els Salvadors es retiren cap a la sortida secundària, però troben els seus atacants esperant-los i es veuen obligats a rendir-se. Jesus insisteix a estalviar-los, mentre que Tara i un Morgan desagradablement desagradable voldrien matar-los al moment. Mentrestant, Ezekiel, Carol i altres del Regne persegueixen un mirador que els va veure i va escapar. Arriben a arribar al fugitiu que és assassinat pel tigre Shiva, però descobreixen que mentrestant ha aconseguit avisar la base que haurien d’atacar. Tot i que ara s’espera que Ezekiel insti els seus homes a avançar igual de segurs que guanyaran. En altres llocs, Rick i Daryl es colen a una base de Saviors per recuperar algunes armes pesades. Els dos es separen i Rick és atacat amb les seves mans nues per un home, que aconsegueix matar després d'una baralla. L'exxerif descobreix que l'home només intentava protegir la seva filla acabada de néixer a l'habitació del costat. Més tard, nota una foto amb una dona que reconeix: mentre es distreu, el sorprèn Morales, un home que formava part del seu grup a Atlanta, que li assenyala l'arma i l'adverteix que ja ha trucat als salvadors. |      |                                 |                       |                                                     |                                 |
| 102 | 3    | «Monsters»                      | Greg Nicotero         | Matthew Negrete i Channing Powell                   | 5 de novembre de 2017           |
| El grup d'Ezekiel prepara una trampa per al grup de Salvadors que avançaven cap a ells i continuaven cap al lloc avançat. Mentrestant, Morales li explica a Rick que va perdre la seva família i es va unir als Salvador perquè no li quedava res. Rick explica sobre tothom que va morir del grup d’Atlanta i de com Negan va matar Glenn, però Morales no creu que s’equivoqui. Daryl arriba poc després i el mata sense remordiments, però a ell i a Rick se'ls uneixen els salvadors que es recorden del pati. Mentrestant, el grup amb Tara, Jesus i Morgan condueixen els presoners al turó mentre que Jared, el Salvador que va matar Benjamin, continua burlant-se de Morgan. Quan aquest últim està a punt de matar-lo, un grup de caminants ataquen el comboi, permetent a alguns salvadors intentar escapar: Morgan s'uneix a ells per matar-los, però és detingut per Jesús que intenta tornar-lo a la raó. Morgan l'ataca i els dos lluiten fins que el primer, tranquil·litzat, decideix deixar el grup sense aprovar les seves decisions. Mentrestant, Gregory arriba al Hilltop i, després d’evitar Maggie, és deixat entrar malgrat tot. Poc després, també arriba el grup amb Jesus i discuteix amb Maggie què fer amb els presoners: es proposa mantenir-los tancats en algunes caravanes fins que les coses es calmin. Rick i Daryl aconsegueixen eliminar els Saviors, ajudats pel grup d'Aaron; aquest torna a buscar a l’Eric on l’havia deixat sagnant, però no el troba i el veu desaparèixer transformat en vagabund. Decideix preparar-se i torna a Hilltop emportant-se a Gracie, la filla recent nascuda del Salvador matada per Rick. Aquest últim i Daryl aprenen de l’últim Salvatore supervivent que les metralladores Browning M2 que busquen s’han traslladat a un lloc avançat a l’oest. Mentrestant, el grup d’Ezekiel, tot i que s’alegra d’haver eliminat els salvadors al lloc avançat sense haver patit cap víctima, acaba sota una metralladora des d’una torre. |      |                                 |                       |                                                     |                                 |
| 103 | 4    | «Some Guy»                      | Dan Liu               | David Leslie Johnson                                | 12 de novembre de 2017          |
| Les metralladores massacren habitants del Regne; Ezekiel, a qui van actuar com a escut humà, sobreviu ferit a la cama i s’allunya dels seus homes reanimats com a vagabunds. Mentrestant, Carol, després d'haver-se escapat de la massacre, entra a l'avançada i elimina els homes amb les metralladores, però no pot endur-se'ls perquè la persegueixen altres salvadors. Mentrestant, Ezekiel és rescatat per un supervivent del Regne, que poc després és assassinat per un Salvador que captura el rei i el condueix al lloc avançat, perseguit per vagabunds. Quan arriben a la porta, el Salvador descobreix que està bloquejat per una cadena, de manera que, incapaç de portar Ezekiel amb ell, decideix matar-lo. El rei és salvat per Jerry que mata el Salvador, però ni tan sols ell pot trencar la cadena i els dos estan envoltats de caminants. Mentrestant, Carol segueix els Salvadors que s’emporten les metralladores i amb astúcia aconsegueix posar-les d’esquena a la paret. Però abans que pugui treure els dos últims, nota Ezekiel i Jerry a la porta i decideix anar al seu rescat. Els dos salvadors fugen en un vehicle amb metralladores, però són interceptats per Rick i Daryl que els desvien. Mentrestant, Jerry, Carol i Ezekiel fugen dels caminants, frenats per aquest últim que repeteix per deixar-lo enrere. No obstant això, els tres són salvats pel tigre Shiva que, en sacrificar-se, els permet tornar al Regne, on els habitants comprenen immediatament el terrible resultat de la batalla. |      |                                 |                       |                                                     |                                 |
| 104 | 5    | «The Big Scary U»               | Michael E. Satrazemis | Scott M. Gimple, David Leslie Johnson i Angela Kang | 19 de novembre de 2017          |
| En un flashback, Gregory promet a Negan i als seus tinents portar Hilltop al costat dels Salvador quan arriben Rick i els altres i els atrauran disparant. En l'actualitat, Gabriel parla amb Negan i està convençut que està destinat a estar-hi per escoltar la seva confessió i absoldre els seus pecats. Aprofitant un moment de distracció, Gabriel roba l'arma de Negan i intenta matar-lo, però Negan el convenç de deixar de parlar-li de la seva primera dona, lamentant haver-la traït abans de l'epidèmia i no tenir el coratge de suprimir-la quan es convertia en vagabund. A continuació, els dos esquitxen les entranyes d’un vagabund i intenten passar el ramat per refugiar-se a la base. Mentrestant, Rick i Daryl saben del moribund Salvador que només Ezekiel, Jerry i Carol van sobreviure a l'atac al lloc avançat; quan Daryl troba explosius al camió, vol tornar al Santuari per fer-lo completament envair pels caminants, però Rick li prohibeix perquè no vol matar els treballadors i tem que es tornin contra ells. Els dos es barallen i Rick aconsegueix llançar l'explosiu cap al vehicle, fent que exploti; Rick decideix llavors continuar amb el pla i es dirigeix cap als Scavarifiuti. Mentrestant, al Santuari, els tinents de Negan discuteixen què fer i entenen que certament hi ha un espia entre ells; quan falla l'electricitat i decideixen racionar menjar i aigua, els treballadors es revolten exigint la seguretat promesa. Un treballador treu una pistola, però Regina el mata i l'ordre es restaura amb l'arribada sobtada de Gabriel i Negan. Aquest últim es reuneix amb els seus lloctinents que reiteren que hi ha un traïdor que porta la bossa del treballador rebel com a prova: Eugene reconeix les taques de pintura que es veuen a l'habitació de Dwight, però calla. Més tard, visita la cel·la de Gabriel per donar-li la benvinguda, però el troba febre i delirant. |      |                                 |                       |                                                     |                                 |
| 105 | 6    | «The King, the Widow, and Rick» | John Polson           | Angela Kang i Corey Reed                            | 26 de novembre de 2017          |
| Rick, Carol i Maggie es posen al dia dels últims esdeveniments mitjançant cartes i es troben al Shrine després de dos dies per acabar-ho tot. Mentrestant, Rick arriba als Scavarifiuti i li proposa a Jadis anar al seu costat, ja que els Salvadors estan a punt de ser derrotats, però la dona el té empresonat en un contenidor. Mentrestant, a Hilltop, Maggie es planteja què fer amb els presoners i Gregory li diu que l’única solució és matar-los. Mentrestant, al bosc, Carl troba el supervivent de la benzinera, Siddiq, i després de fer-li algunes preguntes decideix portar-lo amb ell a Alexandria. Mentrestant, a Hilltop, Maggie té una presó interna construïda i els Saviors allà tancats i amb ells Gregory, menyspreat pels constants i innobles canvis de bandera per salvar-li la pell; Jesus li dona les gràcies, però la noia assenyala que les utilitzaran com a xip de negociació o hauran de matar-les. Mentrestant, Michonne i Rosita es dirigeixen al santuari per veure per si mateixes el que va passar, quan accidentalment descobreixen dos salvadors que discutien sobre l’ús d’un camió ple d’altaveus per allunyar els caminants del santuari. Les dues dones aconsegueixen matar-ne una, mentre que l'altra es deté abans que pugui escapar de la providencial arribada de Daryl i Tara, que també es dirigeixen al Santuari per acabar immediatament amb l'amenaça dels Salvadors. Els quatre d'Alexandria arriben a la vista del Santuari disposats a acabar amb tot, mentre que a Hilltop Aaron i Enid marxen per tornar a Alexandria. Mentrestant, Carol visita a Ezekiel, deprimida pel que ha passat, i l’insta a continuar liderant la comunitat. |      |                                 |                       |                                                     |                                 |
| 106 | 7    | «Time for After»                | Larry Teng            | Matthew Negrete i Corey Reed                        | 3 de desembre de 2017           |
| Eugene va a Dwight i l'acusa de ser el traïdor; ell respon que els salvadors estan condemnats, però Eugene decideix mantenir-se lleial a Negan tot prometent que no dirà res mentre Dwight deixi de jugar el doble joc. De tornada al seu allotjament, Eugene visita el pare Gabriel, febre de les infeccions causades per haver-se cobert d’interiors, que l’insta a fer el correcte. Fora del santuari, Morgan, al punt de ser un franctirador, veu i arriba al camió amb Daryl, Tara, Michonne i Rosita. Aquesta última decideix no participar i seguir el pla original i Michonne també hi pensa poc després i es queda al marge. Mentrestant, Eugene ha construït una planadora feta a mà amb un petit altaveu acoblat amb la intenció d’utilitzar-la per allunyar els caminants, però Dwight l'enxampa, que l’amenaça amb matar-lo si l’inicia. Eugene, segur que Negan el matarà si no fa res, continua el seu pla pensant en un farol de Dwight i, de fet, Dwight no el mata, sinó que dispara el planador. Al mateix moment, Daryl, cobert per Tara, Morgan i els franctiradors, estavella el camió a l'entrada principal permetent als caminants envair l'interior del santuari. Eugene es veu horroritzat pel caos que segueix i corre cap al furiós Gabriel dient que continuarà mantenint-se al costat dels Salvador i farà tot el que sigui necessari per salvar-se; Més tard, informa a Negan dient que fabricarà municions per desfer-se dels caminants i, en el procés de revelar el nom del traïdor, Dwight i els altres tinents entren a la sala dient que el pis inferior està invadit, però tenen el control de la una superior. Eugene calla en no revelar que Dwight és el traïdor. Mentrestant, Rick és tret del contenidor i dos Scavarifiuti intenten fer-lo mossegar per un caminant, però l'exxerif aconsegueix revertir la situació i també sotmetre Jadis, ordenant-li que s’alia amb ells o seran destruïts. La dona finalment accepta el pacte i els termes de Rick, després amb ell i un grup d’homes es dirigeixen al santuari. Rick troba un dels franctiradors mort i, amb la seva ràdio, ningú no respon; fent servir la vista del seu rifle, mira cap a l'entrada del santuari, trobant el pati buit. |      |                                 |                       |                                                     |                                 |
| 107 | 8    | «How It's Gotta Be»             | Michael E. Satrazemis | David Leslie Johnson i Angela Kang                  | 10 de desembre de 2017          |
| Rick i els escombraries s’acosten al santuari, rebent foc enemic. Mentre aquest últim fuig, Rick és rescatat per Carol i Jerry, que confirmen que els Saviors han trencat el setge dels caminants i s'han separat per donar l'alarma. Mentrestant, Enid i Aaron decideixen dirigir-se a Oceanside: acampats durant la nit, són atacats i Enid dispara i mata a Natania per defensar-se, sent envoltats per la resta de combatents Oceanside. Mentrestant, un grup de salvadors liderats per Gavin envaeix i ocupa el Regne, ordenant als ciutadans que lliurin a Ezekiel per matar-lo com a exemple. Mentrestant, Negan apareix a les portes d'Alexandria amb un altre grup que demana la rendició de la comunitat: Carl va idear un pla per falsificar una fugida del darrere i es presenta a la porta oferint-se com un sacrifici per estalviar a la resta de ciutadans. Mentrestant, un tercer grup de salvadors dirigit per Simon captura a Jerry i emboscen el comboi Hilltop prenent les armes; Llavors, Simon mata a una persona a l'atzar com a càstig i obliga a Maggie i a la resta de vilatans a tornar a Hilltop dient que a partir d'ara hauran de treballar per a ells. Mentrestant, a Alexandria, Daryl, Rosita, Tara i Michonne surten amb furgonetes per darrere, parant una mica més endavant i emboscant els Salvador. Dwight, que està al capdavant, condueix els seus homes a la trampa i després els mata a traïció, però un d’ells aconsegueix escapar. Aleshores, Dwight es reuneix amb Daryl i els altres incapaços de tornar al santuari, però confiat que encara els pot ajudar en la lluita contra Negan. Mentrestant, al santuari, Eugene desperta el doctor Carson i Gabriel, confessant que no pot dormir pel que ha fet i donant-los la manera d’escapar sense molèsties a Hilltop. Mentrestant, al Regne Ezekiel crea una diversió i es deixa capturar per permetre als seus ciutadans fugir, confiant-los a Carol que, mentrestant, havia arribat a ajudar-lo. Maggie torna amb la seva família a Hilltop i mata un Salvador, posant-lo en un fèretre i escrivint que tenen 38 presoners més, volent que els Salvadors la trobin per exigir la seva rendició. Rick torna a Alexandria trobant-la devastada i Negan l'espera a la casa: els dos es barallen i finalment Rick s'escapa, reunint-se amb Michonne que el condueix a les clavegueres on s'amaguen tots els habitants d'Alexandria, inclosos Daryl, Rosita, Tara i Dwight. Aquí, després de notar la presència de Siddiq, també troba a Carl mostrant al seu pare que un zombi el va picar al costat. |      |                                 |                       |                                                     |                                 |
| 108 | 9    | «Honor»                         | Greg Nicotero         | Matthew Negrete i Channing Powell                   | 25 de febrer de 2018            |
| En un flashback, Morgan i els altres miradors observen impotents com Eugene crea un passatge trencant el setge dels caminants i atraient-los amb altaveus. En l'actualitat, Morgan i Carol es colen al Regne, ocupat pels Salvador, en un intent de salvar Ezekiel. Els dos maten silenciosament a diversos salvadors separats dels altres i, quan Gavin s'adona d'això, barricant-se al teatre amb els seus homes, els atacen i els maten tots. Gavin intenta escapar-se, però és perseguit per Morgan: Carol i Ezekiel intenten convèncer-lo que estalviï Gavin, però és assassinat per Henry que l'havia seguit per venjar el seu germà Benjamin. Mentrestant, Alexandria Dwight convenç als altres d’esperar a les clavegueres fins que els Salvadors marxin. Després d'això, el grup s'acomiada de Carl i es dirigeix a Hilltop, però Rick i Michonne es queden amb el noi. En els seus últims minuts, Carl demana al seu pare que torni a l'home del passat, buscant la pau i la convivència tal com era per als habitants de Woodbury i Rick li promet. Carl es dispara a si mateix per acabar amb el seu patiment i és enterrat per Rick i Michonne quan trenca l'alba. L'episodi acaba amb un Rick ferit assegut al peu d'un arbre amb vitralls. |      |                                 |                       |                                                     |                                 |
| 109 | 10   | «The Lost and the Plunderers»   | David Boyd            | Angela Kang, Channing Powell i Corey Reed           | 4 de març de 2018               |
| Rick i Michonne recuperen les seves coses i deixen Alexandria ara envaïda pels caminants i es dirigeixen cap als Scavarifiuti; Tan bon punt arriben, però, un col·lapse de residus bloqueja la seva ruta d’escapament i estan envoltats de caminants. Al Santuari, Simon informa a Negan sobre la situació a Hilltop, i se li ordena que vagi als carronyers per obligar-los a complir el pacte, matant-ne un com a càstig. Simon discuteix la petició de Negan perquè creu que no aprendran la lliçó i, tal com argumenten, se'ls porta el fèretre que conté Dean i el missatge de Hilltop; Simon està furiós, però Negan l’obliga a seguir les seves instruccions. Mentrestant, Enid i Aaron són capturades per les dones d'Oceanside i portades a casa de Cyndie per decidir el seu destí. Enid declara que es va veure obligada a matar Natania i Cyndie decideix deixar-los anar, però es nega a lluitar amb ells, perseguint-los. Un cop fora, Aaron li diu a Enid que torni a la Maggie, però es quedarà intentant que almenys alguns s'uneixin a la causa. Mentrestant, Simon i els seus homes arriben als Excavadors d’escombraries exigint les seves armes i disculpes: Jadis accepta, però Simon la provoca fins a l’amarg final, ella reacciona i el líder dels Salvadors dona ordres de matar a tothom. Més tard, quan Rick i Michonne arriben a l'abocador, es veuen envoltats pels habitants transformats en caminants. Els dos troben a Jadis, deixat sol i desesperat, que els diu que eren els Salvador. Rick la culpa del que va passar i es nega a portar-la amb ell, escapant amb Michonne fent servir xapa com a escut. Jadis, de nou sol, atrau els vagabunds a una deixalleria i es queda desconsolat. Mentrestant, Rick truca a Negan a la ràdio per dir-li que Carl és mort i els ha escrit una carta per demanar-los que deixin les armes i visquin en pau, però no creu que sigui possible. Negan, sincerament perdonat, li pregunta com va morir i culpa a Rick de ser el causant de la mort del seu fill: en estar compromès amb la guerra, en realitat no estava present per impedir-li fer ximpleries. Per això, segons Negan, Rick ja ha perdut. |      |                                 |                       |                                                     |                                 |
| 110 | 11   | «Dead or Alive Or»              | Michael E. Satrazemis | Eddie Guzelian                                      | 11 de març de 2018              |
| El grup d'Alexandria continua el seu viatge cap al turó amb Tara mostrant impaciència cap a Dwight. Aquest últim suggereix que es traslladi a pantans que no són controlats pels Salvador i, quan es separen per obrir el camí als civils, Tara intenta matar Dwight. Abans que pugui, observen un grup de salvadors a la seva pista i, mentre Tara s’amaga, Dwight surt a trobar que l’únic testimoni de la seva traïció ha desaparegut, de manera que es reuneix amb els salvadors mentre continua fingint la seva lleialtat. Mentrestant, el doctor Carson i Gabriel es perden al bosc i la infecció del sacerdot comença a afectar la seva visió. Mentre aquests últims continuen afirmant que tenen fe en Déu, troben un refugi amb antibiòtics, claus del cotxe i un mapa. Mentrestant, Negan ordena a Eugene treballar per construir municions i el pregunta sobre la fugida de Carson i Gabriel. Mentrestant, aquests últims són capturats pels Salvadors tan bon punt pugen al cotxe. Carson, intentant rebel·lar-se, és assassinat davant de Gabriel. Mentrestant, els habitants del Regne i Alexandria arriben a Hilltop, inclosos Rick i Michonne; Maggie ordena el racionament de subministraments i permet als salvadors captius sortir en parella vigilats per treballar a la comunitat. Mentrestant, Negan porta Gabriel a Eugene, dient que va escapar de la idea de Carson i el va posar a treballar a la fàbrica. Quan Negan demana a Eugene que s’afanyi amb les bales, Eugene proposa utilitzar els cossos dels caminants com a arma biològica. |      |                                 |                       |                                                     |                                 |
| 111 | 12   | «The Key»                       | Greg Nicotero         | Corey Reed i Channing Powell                        | 18 de març de 2018              |
| Negan i els salvadors es dirigeixen a Hilltop amb la intenció de forçar les comunitats a rendir-se. Durant el viatge, Simon critica la debilitat de Negan i intenta obtenir el suport de Dwight. Rick, que està a l’aguait de la carretera, veu a Negan viatjant sol a l’últim cotxe del comboi i l'empeny amb el seu cotxe i l'envia fora de la carretera no gaire lluny. Simon veu i deixa. Llavors, ordena als salvadors que l'esperin i marxa amb Dwight només a la recerca de Negan, però evidentment no té intenció d’ajudar-lo, al contrari espera que pugui morir per substituir-lo al comandament. Negan es refugia en un edifici caçat per Rick. Mentrestant, a Hilltop reben una misteriosa sol·licitud de reunió per intercanviar vinils per una clau esquiva: apareixen Maggie, Rosita, Michonne i Enid on s’indica coneixent a Georgie i les germanes bessones Hilda i Midge que proposo proporcionar informació a canvi de la discs sol·licitats. Tanmateix, Maggie els porta a Hilltop i té la temptació d’apoderar-se dels seus subministraments d’aliments, però finalment, convençuda per Michonne, accepta l’acord: Georgie dona els seus projectes per a instal·lacions comunitàries i dona part dels seus subministraments, dient que tornarà. el resultat que aconseguiran. Mentrestant, Simon proposa a Dwight que abandoni Negan afirmant que només serveix als seus interessos i aparentment Dwight accepta. Mentrestant, Negan ofereix a Rick un nou acord que Rick rebutja, recordant el que va passar amb els Scavarifiuti; Negan intueix el que ha fet Simon i, després d’una baralla, aconsegueix escapar de Rick. Simon torna als Saviors dient que no ha trobat ningú i els fa arengar per eliminar l’amenaça Hilltop d’una vegada per totes. Dwight s’adona que Simon vol ser molt més despietat que Negan. Negan, mentrestant, va ser capturat per Jadis. |      |                                 |                       |                                                     |                                 |
| 112 | 13   | «Do Not Send Us Astray»         | Jeffrey J. January    | Angela Kang i Matthew Negrete                       | 25 de març de 2018              |
| Al vespre, Simon i els salvadors arriben a Hilltop: Maggie es posa en contacte amb ells per ràdio demanant-li a Negan i ordenant que es retirin o mataran els presoners. Simon diu que no es preocupa per ells, ja que van fracassar i ordena l'atac, però Daryl surt del matoll amb una moto disparant sobre ells i llançant-se contra les parets. Simon ordena atacar aprofitant la porta oberta, però acaba a la trampa de Maggie. Després d'un enfrontament violent, Simon i els rescatadors es retiren, però diverses persones moren o resulten ferides com Tobin i Tara. Al matí, aquest últim i Daryl comenten que Dwight la fa mal, però la dona està convençuda que realment li va salvar la vida evitant que Simon la matés. La nit següent Tobin i els altres ferits moren i es desperten com a vagabunds, causant estralls a Barrington House; Mentrestant, Henry roba un rifle d'assalt i entra al recinte dels socorristes amenaçant de matar-los fins que algú digui qui va matar el seu germà. Distret per la confusió de Barrington House, Henry es veu aclaparat per Jared que s’escapa amb el seu rifle i amb altres salvadors. Mentrestant, la situació també es restableix gràcies a Alden i altres salvadors captius que es van negar a fugir; afirma que ja no vol lluitar pels salvadors que els haurien deixat morir. Rick i el grup especulen que les armes dels salvadors estaven infectades, motiu pel qual els ferits es transformaven o estaven malalts; tothom està preocupat per Tara, però confia que Dwight estigui del seu costat i no l’hagi infectat. Mentrestant, Henry ha desaparegut, de manera que Carol, Ezekiel i Morgan el busquen, però aquest continua al·lucinant a Gavin. |      |                                 |                       |                                                     |                                 |
| 113 | 14   | «Still Gotta Mean Something»    | Michael E. Satrazemis | Eddie Guzelian                                      | 1 d'abril de 2018               |
| Michonne insta Rick a llegir la carta de Carl, però decideix perseguir als salvadors fugits, així com a Carol i Morgan. Al jardí de les escombraries, Jadis es prepara per cremar el club de Negan, amb Negan suplicant-li que no ho faci, explicant que ell no va donar l'ordre de matar els recollidors d'escombraries i que el club porta el nom de la seva dona perquè la va ajudar a sobreviure. Jadis l’ignora, però Negan aconsegueix agafar una bengala i amenaça de cremar fotos estimades per la dona. Jadis aconsegueix aturar-lo, però el coet acaba en un bassal i se’n va i està desesperada perquè sense ella no pot assenyalar la seva presència a un helicòpter que arriba en aquell moment. Mentrestant, al bosc, Carol i Morgan es troben amb un vagabund amb el pal d’Enric ficat al cos i la dona decideix anar a la recerca del noi seguint els passos del vagabund. En canvi, Morgan topa amb Rick, però els dos són capturats pels salvadors escapats; el grup discuteix què fer amb els seus ferits, quan Rick els proposa alliberar-los i tornar a Hilltop, on es poden unir a la comunitat. Jared s'oposa i la discussió acalorada atrau a un grup de caminants: els salvadors alliberen Rick i Morgan confiant en ells, però els dos els atacen a traïció, matant-los juntament amb els caminants. Fins i tot Jared, després d’intentar escapar, és llançat pels vagabunds per Morgan. Mentrestant, Carol troba Henry i el salva dels vagabunds, portant-lo de nou a Hilltop on també troba Rick i Morgan, que li diu al noi que va matar l'home que va matar el seu germà Benjamin. Mentrestant, Jadis deixa anar a Negan, que de tornada es troba amb algú que el porta de tornada al santuari, on diu als guàrdies que no expliquin a ningú que hagi tornat. Mentrestant, Rick comença a llegir la carta de Carl. |      |                                 |                       |                                                     |                                 |
| 114 | 15   | «Worth»                         | Michael Slovis        | David Leslie Johnson i Corey Reed                   | 8 d'abril de 2018               |
| Gregory torna al Santuari demanant a Simon que treballi per a ell un cop s'assabenti que ha ocupat el lloc de Negan. Mentrestant, aquest s’acosta a Dwight al pati demanant-li que confirmi la seva lleialtat. Posteriorment, reuneix Simon, Dwight i els altres tinents, amenaçant el primer per no seguir les seves ordres. Simon accepta el veredicte, però Negan decideix perdonar-lo. Mentrestant, Daryl i Rosita segresten Eugene de la fàbrica de bales, dient-li que l'estalviaran només per utilitzar els seus coneixements; aprofitant l'atac d'un grup de caminants, Eugene aconsegueix escapar i tornar a la fàbrica. Mentrestant, a Oceanside, Aaron, esgotat per l'escassetat de menjar i aigua, lluita per defensar-se de les errances; finalment el troben les dones de la comunitat, a les quals diu que la culpa del que va passar és dels Salvadors que els han convertit en persones despietades. Al Santuari Simon proposa a Dwight matar Negan per prendre el comandament juntament amb altres que pensen com ells. Dwight sembla estar d'acord, però adverteix a Negan que fa matar els antiavalots quan es reuneixen, deixant només a Simon en peu, que el desafia a un duel per al comandament. Mentre els dos s’enfronten en un combat cos a cos brutal, Dwight fa escapar a Gregory donant-li una còpia dels plans dels Salvadors de portar-se al turó. Negan finalment mata a Simon i més tard agraeix a Dwight promovent-lo al braç dret; poc després, però, el fa conèixer Laura, la Salvador que va escapar de la traïció de Dwight, a qui havia trobat al carrer la nit anterior. Sabent que era un traïdor, el va utilitzar per lliurar plans de batalla falsos al cim del turó per atraure-los a una trampa. Mentre Negan observa Simon, girat i lligat a la tanca, Michonne li posa contacte amb la ràdio que li llegeix la carta que Carl li havia escrit per a ella en què l’instava a buscar la pau amb el seu pare. Tot i emocionat, Negan respon que, a causa de Rick, ara vol exterminar a tots els habitants de Hilltop. |      |                                 |                       |                                                     |                                 |
| 115 | 16   | «Wrath»                         | Greg Nicotero         | Scott M. Gimple, Angela Kang i Matthew Negrete      | 15 d'abril de 2018              |
| Rick i els altres assalten el bloqueig del mapa dels Salvador, aliens als plans reals de Negan. Aquest últim, de fet, troba un altre mapa sobre els cossos dels homes que va sacrificar cínicament (també perquè sospita que havia donat suport a Simon) que condueix Rick i els altres a una clariana dominada per un turó on Negan l'espera amb el seu exèrcit. Aquí revela que Dwight es va utilitzar per atrapar-los. Els salvadors disparen contra Rick i els altres, però les seves bales exploten matant-los i ferint-los i inutilitzant les seves armes de foc. Mentrestant, un altre grup de salvadors ataca Hilltop: Tara fa fugir els habitants cap a l’arbust i es queda amb Alden i els altres antics salvadors per cobrir la retirada; De sobte, però, els Saviors són impactats pels còctels molotov d'Aaron i les dones d'Oceanside. Mentrestant, el destí de la batalla a la clariana s'ha invertit i els salvadors són fàcilment derrotats i es rendeixen. Negan intenta escapar perseguit per Rick i els dos tornen a lluitar. Abans de sucumbir, Rick li diu al seu oponent que encara vol la pau per honorar Carl; aprofitant la vacil·lació de Negan, Rick el colpeja a la gola, però decideix no matar-lo malgrat les protestes de Maggie, que li recorda que Glenn va morir a causa d'ell. Rick es dirigeix a tots els presents prometedors de pau als Salvadors per crear un nou món i sobreviure als vagabunds, advertint-los que els qui l’amenacen seran castigats. Quan acaba la guerra, tothom torna a les seves comunitats: Rosita perdona a Eugene que els va ajudar creant bales defectuoses per als Salvadors, Alden decideix quedar-se a Hilltop per ajudar a construir la comunitat, Morgan convida Jadis, en realitat anomenada Anne, a unir-se als altres a Alexandria mentre es quedarà a la brossa ja que necessita temps per estar sol. Daryl dona un vehicle a Dwight amenaçant-lo de matar-lo si apareix de nou, però instant-lo a trobar Sherry; torna a la seva antiga casa on troba inesperadament un missatge de la seva dona. Mentrestant, a Hilltop, Maggie, Jesus i Daryl, contraris a la decisió de Rick, esperen el moment adequat per oposar-se. Mentrestant, Negan es desperta a la infermeria d’Alexandria, on Rick i Michonne li diuen que romandrà a la cel·la de tota la vida per declarar i veure que s’ha equivocat i que pot viure en pau. |      |                                 |                       |                                                     |                                 |

## Producció
The Walking Dead va ser renovada per l'AMC amb una vuitena temporada de 16 episodis l'octubre de 2017; aquest mateix mes es va anunciar que Maria Bello tindria una funció en la sèrie. La producció va començar el 25 d'abril de 2017, dins Atlanta, Georgia. El 12 de juliol de 2017, la producció va ser finalitzada després l'assassinat de John Bernecker. La producció es va reprendre el 17 de juliol.
L'estrena de la sèrie, que també fa de 100è episodi, va ser dirigida pel productor executiu Greg Nicotero.
El novembre 2017 es va anunciar que Lennie James, qui fa de Morgan Jones, deixaria The Walking Dead després el final d'aquesta mateixa temporada, i es va unir al repartiment de l'spin-off de la sèrie Fear the Walking Dead

## Estrena
El primer tràiler de la temporada va sortir el 21 de juliol de 2017, a la Comic-Con de San Diego.

## Recepció
La vuitena temporada de The Walking Dead ha rebut majoritàriament crítiques positives. A Rotten Tomatoes, la temporada aconsegueix una puntuació del 72%, amb un índex mitjà de 6.89 sobre 10, basat en 13 revisions, i una puntuació mitjana per episodi del 66%. El consens crític del lloc explica: "la vuitena temporada de The Walking Dead electritza els seus personatges amb alguns moments d'angoixa i acció, tot i que segueix faltant una marcada progressió de la trama."